# Vorden

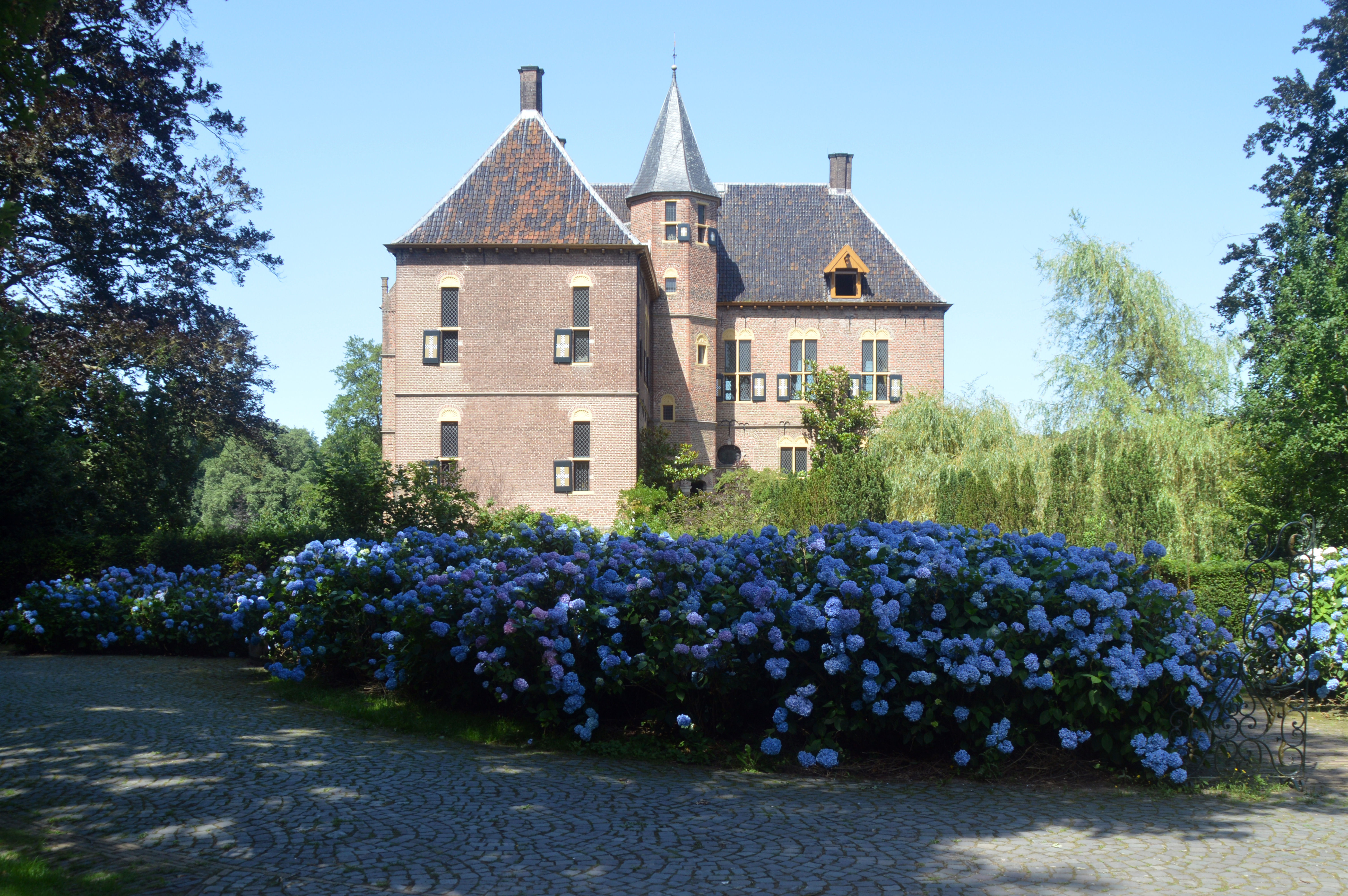
Schloss Vorden

Vorden ist ein Dorf in der Gemeinde Bronckhorst, Provinz Gelderland, in den Niederlanden. Das Dorf hat 4870 Einwohner, inklusiv Außengebiete 7180 (Stand: 1. Januar 2024).
Bis zur Gemeindereform vom 1. Januar 2005 war Vorden eine eigenständige Gemeinde.

## Politik
Bis zur Auflösung der Gemeinde ergab sich seit 1990 folgende Sitzverteilung im Gemeinderat:
| Partei | Sitze | Sitze | Sitze | Sitze |
| Partei | 1990  | 1994  | 1998  | 2002  |
| ------ | ----- | ----- | ----- | ----- |
| CDA    | 7     | 5     | 5     | 6     |
| VVD    | 3     | 4     | 4     | 4     |
| PvdA   | 3     | 2     | 3     | 2     |
| D66    | —     | 2     | 1     | 1     |
| Gesamt | 13    | 13    | 13    | 13    |

## Persönlichkeiten
- Willem Lodewijk Adolf Gericke (1836–1914), Seeoffizier und Politiker
- Henrica Iliohan (1850–1921), niederländisch-amerikanische Frauenrechtlerin und Übersetzerin